# NFL 1960
Die NFL-Saison 1960 war die 41. Saison der National Football League (NFL). Die Regular Season dauerte vom 23. September bis zum 18. Dezember. NFL-Champion wurden die Philadelphia Eagles, die am 26. Dezember im NFL Championship Game die Green Bay Packers mit 17:13 schlugen.
Durch den Wirtschafts-Boom und die fortschreitende Anerkennung von Profi-Sport als ernsthaftes Geschäftsmodell wurden zwangsläufig immer mehr Investoren auf den Plan gerufen, die in eine Profi-Mannschaft investieren wollten. Allerdings gab es nur 12 Football-Mannschaften und deren Besitzverhältnisse waren zu der Zeit sehr stabil. Zudem war die NFL an einer Expansion wenig interessiert, da man 12 Teams als ideal ansah. So wurde von einigen Geschäftsleuten, darunter dem Öl-Milliardär aus Dallas, Lamar Hunt, die  American Football League (AFL) als Konkurrenzliga gegründet, die 1960 parallel zur NFL in ihre erste Saison startete und mit den Houston Oilers ebenfalls einen nationalen Champion kürte. Dass die neue AFL eine wirkliche Konkurrenz zur NFL wurde, spürte die NFL u. a. im Draft, da sie die Vertragsangebote der NFL fast immer überboten.
Die Dallas Cowboys traten als zusätzliches Teams in der NFL an, um u. a. Lamar Hunt, einem der Mitgründer der AFL und Besitzer der Dallas Texans direkt einen NFL-Konkurrenten vor die Haustür zu setzen. Außerdem zogen die Cardinals von Chicago nach St. Louis um, um so einen neuen Markt zu erschließen und der direkten Konkurrenz der Chicago Bears aus dem Weg zu gehen.
Dass die NFL sich nicht mehr gegen die neue Liga schützte, lag u. a. auch daran, dass der damalige Commissioner der NFL, Bert Bell, am 11. Oktober 1959 während eines Spieles auf der Ehrentribüne an einem Herzinfarkt verstarb und daraufhin die NFL-Eigentümer erst drei Monate später sich auf Pete Rozelle als neuen Nachfolger einigen konnten.

## NFL Draft
Der NFL Draft von 1960 wurde am 30. November 1959 im Philadelphia's Warwick Hotel veranstaltet. Mit dem ersten Pick wählten die Los Angeles Rams Runningback und Heisman-Trophy-Gewinner Billy Cannon von der Louisiana State University. Allerdings wählten auch die Houston Oilers ihn im AFL Draft in der ersten Runde aus, wodurch es im Nachhinein zu einem Bieterstreit der beiden Teams kam. Am Ende spielte Cannon für die Oilers.

## Regular Season
Mit den Dallas Cowboys nahm ein 13. Team an der NFL teil. Der Spielmodus wurde infolgedessen im Vergleich zur Vorsaison dahingehend geändert, dass alle bisherigen Mannschaften nur noch ein Inter-Conference Game bestritten und dafür einmal gegen die Cowboys antraten. Dallas war somit die einzige Mannschaft, die gegen jedes andere Team antrat. Trotz dieser Sonderrolle wurden die Cowboys offiziell der Western Conference zugerechnet.
Die Western Conference war, bis auf den Neuling Dallas, äußerst ausgeglichen. So hatten alle sechs Teams aus dem Vorjahr bis drei Spieltage vor Schluss noch Chancen auf das Erreichen des Championship Game. Die Baltimore Colts rutschten nach vier Niederlagen in den letzten vier Spielen noch vom ersten auf den vierten Platz ab. Zwei Spieltage vor Schluss lagen sie noch zusammen mit Green Bay und San Francisco auf dem geteilten ersten Platz. Am vorletzten Spieltag holte sich Green Bay dann im direkten Duell mit San Francisco die alleinige Führung in der Conference. Dahinter lagen drei Teams gleichauf. Durch einen Sieg im letzten Spiel verteidigten die Packers die Tabellenspitze und zogen ins Championship Game ein. Die Teilnahme am Playoff Bowl sicherten sich die Detroit Lions, die mit vier Siegen in den abschließenden vier Spielen vom fünften auf den zweiten Rang kletterten. In der Eastern Conference setzten sich die Philadelphia Eagles durch, die bereits drei Spieltage vor Schluss uneinholbar vorne lagen. Auf Rang zwei kamen die Cleveland Browns, die sich durch eine Siegesserie in den letzten drei Spielen von den übrigen Verfolgern absetzen konnten.
| Western Conference  |   |   |    |       |     |     |
| Team                | S | U | N  | SQ 1  | P+  | P−  |
| Green Bay Packers   | 8 | 0 | 4  | 0,667 | 332 | 209 |
| Detroit Lions       | 7 | 0 | 5  | 0,583 | 239 | 212 |
| San Francisco 49ers | 7 | 0 | 5  | 0,583 | 208 | 205 |
| Baltimore Colts     | 6 | 0 | 6  | 0,500 | 288 | 234 |
| Chicago Bears       | 5 | 1 | 6  | 0,455 | 194 | 299 |
| Los Angeles Rams    | 4 | 1 | 7  | 0,364 | 265 | 297 |
| Dallas Cowboys      | 0 | 1 | 11 | 0,000 | 177 | 369 |

| Eastern Conference  |    |   |   |       |     |     |
| Team                | S  | U | N | SQ 1  | P+  | P−  |
| Philadelphia Eagles | 10 | 0 | 2 | 0,833 | 321 | 246 |
| Cleveland Browns    | 8  | 1 | 3 | 0,727 | 362 | 217 |
| New York Giants     | 6  | 2 | 4 | 0,600 | 271 | 261 |
| St. Louis Cardinals | 6  | 1 | 5 | 0,545 | 288 | 230 |
| Pittsburgh Steelers | 5  | 1 | 6 | 0,455 | 240 | 275 |
| Washington Redskins | 1  | 2 | 9 | 0,100 | 178 | 309 |

 Teilnahme Championship Game
 Teilnahme Playoff Bowl

## Post Season
Im NFL Championship Game standen sich am 26. Dezember 1960 die Philadelphia Eagles und die Green Bay Packers gegenüber. Die Packers gingen durch jeweils ein Field Goal im ersten und zweiten Viertel mit 6:0 in Führung. Durch einen Touchdown und ein verwandeltes Field Goal übernahmen die Eagles im heimischen Franklin Field die Führung und gingen mit 10:6 in die Halbzeitpause. Nachdem im dritten Viertel kein Team punkten konnte, waren es im abschließenden Viertel die Packers, die durch einen Touchdown erneut in Führung gingen. Für den letzten Führungswechsel der Partie sorgte Philadelphia durch einen Touchdown zum 17:13. Zum besten Spieler des Finales wählten Sportjournalisten Norm Van Brocklin, den Quarterback der Eagles.
|                                    |                                                  |  | NFL Championship Game |                           |                   |  |                                                     |
|                                    | Philadelphia 26. Dezember 1960 12:00 Uhr (UTC−5) |  | Philadelphia Eagles   | \| \| 17 : 13 \| \| \| \| | Green Bay Packers |  | Franklin Field Zuschauer: 67.325 Referee: Ron Gibbs |
| (0:3, 10:3, 0:0, 7:7) Spielbericht | Philadelphia 26. Dezember 1960 12:00 Uhr (UTC−5) |  | Philadelphia Eagles   |                           | Green Bay Packers |  | Franklin Field Zuschauer: 67.325 Referee: Ron Gibbs |
|                                    | 17 : 13                                          |  |                       |                           |                   |  |                                                     |
|                                    |                                                  |  |                       |                           |                   |  |                                                     |

Erstmals wurde am 7. Januar 1960 der Playoff Bowl durchgeführt. Bei diesem als „Spiel um Platz drei“ deklarierten Match besiegten die Detroit Lions die Cleveland Browns mit 17:16. Das Spiel fand vor 34.981 Zuschauern im Orange Bowl Stadium in Miami statt.

## Awards
| Most Valuable Player | Norm Van Brocklin, Quarterback, Philadelphia |
| Coach of the Year    | Buck Shaw, Philadelphia                      |

## Saisonbestleistungen
| Statistik       | Name          | Team      | Wert  |
| --------------- | ------------- | --------- | ----- |
| gepasste Yards  | Johnny Unitas | Baltimore | 3.099 |
| erlaufene Yards | Jim Brown     | Cleveland | 1.257 |
| gefangene Yards | Raymond Berry | Baltimore | 1.298 |